# Spärrvakt

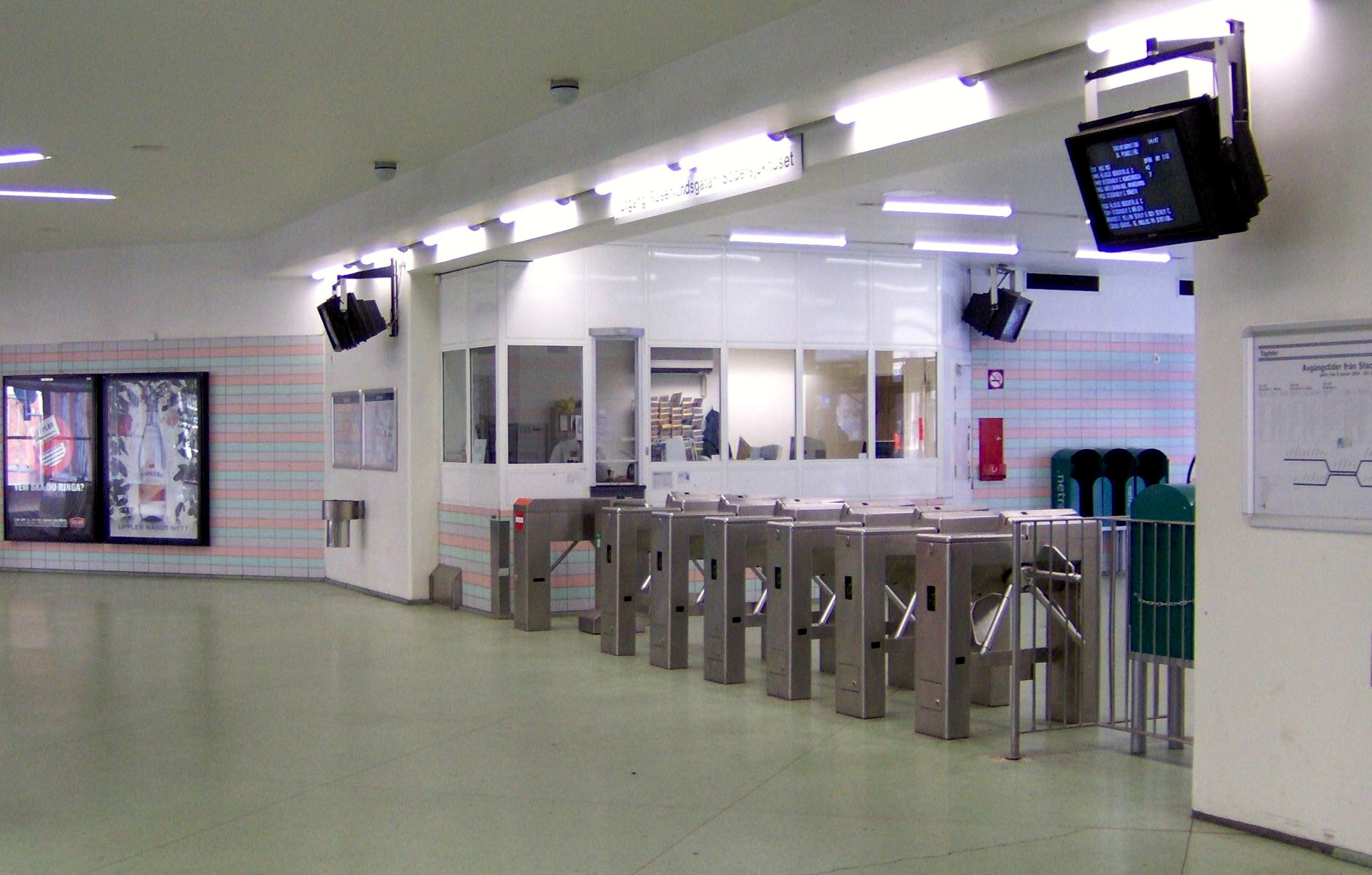
Spärrlinje på pendeltågsstationen Södra station i Stockholm.

En spärrvakt (korrekt benämning stationsvärd) är i Stockholms Lokaltrafik en person som säljer biljetter och ger information till resenärerna vid stationer på Stockholms pendeltågs- och tunnelbanenät. Stationsvärden sitter ofta i en mindre kur med översikt över spärrlinjen. Yrkestiteln har varierat genom åren. Spärrvakt är den benämningen som de flesta i Stockholm använder sig av. Den yrkestiteln slutade användas av SL för flera år sedan. Sedan dess har yrkestiteln varit biljettexpeditör, och numera stationsvärd. 